# Девонин, Степан Геннадьевич
Степан Геннадьевич Девонин (род. 12 августа 1986 года, п. Верхнеднепровский, Смоленская область, СССР) — российский актёр театра и кино, сценарист. Лауреат премии за лучшую мужскую роль на 29-м Открытом российском кинофестивале «Кинотавр».

## Биография
После окончания школы Девонин поступил в Академию ветеринарной медицины и биотехнологии имени Скрябина в Москве. Отучившись год, подал документы в «Школу-студию МХАТ» и был зачислен на курс Алексея Гуськова и Михаила Лобанова. Закончил обучение в 2008 году. Студенческая постановка «История одной болезни», в которой Девонин исполнил роль Рагина, была включена в репертуар Театра имени Маяковского.
Служил в Александринском театре, театре «Сатирикон».

## Личная жизнь
Женат на режиссёре Наталии Мещаниновой. Супруги воспитывают дочь.

## Фильмография

### Актёр
- 2010 — Утомленные солнцем 2: Предстояние — курсант
- 2010 — Шапито-шоу — Никита, сын
- 2011 — Фарфоровая свадьба — Вадик
- 2012 — Без свидетелей — Степан Емельянов
- 2012 — Второе восстание Спартака — старший лейтенант Чарный
- 2014 — Комбинат «Надежда» — Алёша, фокусник
- 2015 — Красные браслеты — Денис, клинический ординатор
- 2015 — Окрылённые — Макс, бортпроводник
- 2017 — Гражданский брак — Глеб
- 2018 — Вечная жизнь Александра Христофорова — Андрей
- 2018 — Сердце мира — Егор, ветеринар
- 2018 — Свадьбы и разводы — Денис
- 2019 — За первого встречного — Никита
- 2019 — Дылды — Витя
- 2020 — Глубже! — Никита, оператор
- 2020 — Зона комфорта — Паша Жутьков
- 2020 — Мир! Дружба! Жвачка! — Фёдор
- 2020 — Побочный эффект — Кирилл
- 2021 — Ле. Ген. Да — Мошкин
- 2021 — Пингвины моей мамы — Костя, администратор
- 2021 — Вертинский — Осьмёркин
- 2021 — Почка — нефролог
- 2022 — Алиса не может ждать — Артём
- 2022 — AMORE MORE — Шура
- 2022 — Клипмейкеры
- 2022 — Без правил — Иван Павлович Коноплёв
- 2022 — Семья — Вадим
- 2023 — Один маленький ночной секрет
- 2024 — Развод по расчёту — Степан
- 2024 — Полупановы — Участковый

### Сценарист
- 2018 — Сердце мира (участие)
- 2019 — Шторм (участие)
- 2022 — Алиса не может ждать[6]

## Награды и номинации
- 2018 — Премия кинофестиваля «Кинотавр» в категории «Лучшая мужская роль»
- 2019 — Номинация на премию «Ника» в категории «Лучшая мужская роль»